# Zay Sámuel
Zay Sámuel (Komárom, 1753. május 10. – Tata, 1812. április 9.) orvosdoktor és természettudós. A magyarországi felvilágosodás tudományos közéletének kiemelkedő alakja, az ásványtan nemzeti nyelven való kidolgozásának egyik úttörője.

## Élete
Komáromban született Zay Ferenc asztalosmester és Nagyari Éva harmadik gyermekeként. A helybeli református népiskola elvégzését követően, 1768-tól a Debreceni Református Kollégiumban folytatta tanulmányait. 1771–1773 között Karcagon vállalt tanítói állást, 1778 nyarán pedig professzorai indították útnak a Mátyusföldre, a kor protestáns hagyományainak megfelelően adománygyűjtő körútra. Ez alkalommal – a szuplikációt tiltó törvények értelmében – Bars vármegyében letartóztatták, s öt hónapig a vármegye fogságában sínylődött. 1781-ben befejezte debreceni tanulmányait, majd 1783-ig a tiszafüredi iskola rektori állását töltötte be. Ez év őszén beiratkozott a budai (később pesti) egyetem orvostudományi karára, ahol jó eredménnyel 1788 decemberében megszerezte orvosdoktori oklevelét. Ugyanebben az évben visszatért Komáromba, s magánpraxist folytató orvosként részt vett a Péczeli József köré csoportosuló Komáromi Tudós Társaság munkájában. 1790–1794 között Kecskeméten tevékenykedett mint a város tisztiorvosa. 1794 végén Tatára költözött, s haláláig – 1810-ig Seth Jánossal oldalán – Komárom vármegye főorvosi tisztét töltötte be, a Tatai és a Gesztesi járásokra kiterjedő hatáskörrel.

## Természettudósi munkássága
Zay a természetrajz szeretetét és alaposabb ismeretét főként az orvostudományi kar nagy hírű professzorának, Piller Mátyásnak köszönhette. Orvossá avatását követően tervbe vette egy háromkötetes természetrajzi sorozat megírását, amely az ásvány-, a növény- és az állatvilág rendszerezésére tett volna kísérletet magyar nyelven. 1790-ben elkészült vállalkozása első részével, s 1791-ben ki is adta a harmadik magyar nyelvű ásványtant Magyar mineralógia… címmel. A kövületeket is tárgyaló, rendszerező szemléletű mű Benkő Ferenc munkája mellett a magyar tudományos ásványtan méltó nyitánya, s egyik nagy érdeme, hogy egyéb kifejezések mellett ásvány szavunkat is bevezette a tudományos szóhasználatba. Már szinte készen állt a növénytani kötet kidolgozásával is, amikor a polihisztor Földi János levélben megkérte, hogy a továbbiakban engedje át neki a természetrajzi sorozat megírását. Pályatársa kívánságának megfelelően félbeszakította munkáját, így nagyívű terve meghiúsult. Önzetlenségével azonban nem talált megértésre: a későbbi években Földi plágiumváddal illette, mely szerint mineralógiai műve Piller latin nyelvű egyetemi tankönyvének szó szerinti fordítása. Az ásványtani kézikönyv azonban végül meghozta számára az elismerést, s 1798-ban a jénai Ásványtani Társaság levelező tagjává választotta.

## Orvosi munkássága
Zay negyedszázados orvosi tevékenysége az életkörülmények javításának, a babonás nép felvilágosításának és az orvosi tudomány népszerűsítésének jegyében telt; e hármas törekvés szép példája Kecskeméten írt és a magisztrátus elé beterjesztett közegészségügyi tervezete. Tatai évei alatt nagy vállalkozásba fogott: kortárs német orvosszerzők – J. Krause és Christian August Struve – műveiből fordított. A saját tapasztalataival kibővített, átdolgozott szemelvények kiadásával az orvosi ismeretek és a nép babonás felfogása közötti szakadékot kívánta áthidalni. Kétszeri sikertelen próbálkozását (1800 és 1801) követően végül 1810-ben adta ki gyógykezelési útmutatóját Falusi orvos pap… címen. Kiemelkedő jelentőségű az a tény, hogy művében a magyar orvosok közül elsőként vetette fel a vérátömlesztést mint az életmentés egyik lehetséges formáját. Emellett – már 1800-ban – Hippokratész munkáinak magyarra való átültetésén dolgozott, de mára kideríthetetlen okokból fordítását nem tette közzé.
Zay Sámuel tevékeny és önfeláldozó élet után – a korabeli szóhasználat szerint – „vérgyulladásban” hunyt el 58 esztendős korában.

## Művei
- Magyar mineralógia avagy az ásványokról való tudomány, melly a’ természet első világának eddig esméretes minden-féle szüleményeit magyar nyelven terjeszti előnkbe. Komárom: (kiadó nélkül). 1791.
- Falusi orvos pap, vagy olly orvosi útmutatás, mellynél fogva leginkább a’ falukon uralkodni szokott nyavalyák orvosoltatnak: Mellyet minden valláson lévő pap uraknak, seborvosoknak, és értelmes házigazdáknak készített a’ kiadó Z. S. T. N. K. V. Ph. és O. Dr. Pozsony: (kiadó nélkül). 1810.